# Otkriće jedan
Američka svemirska letelica Otkriće jedan (engl. United States Spacecraft Discovery One) je izmišljeni svemirski brod predstavljen u prva dva romana serije Odiseja u svemiru Artura K. Klarka i u filmovima 2001: Odiseja u svemiru (1968) u režiji Stenlija Kjubrika i 2010: Godina kada uspostavljamo kontakt (1984) u režiji Pitera Hajamsa. Brod je međuplanetarni svemirski brod na nuklearni pogon, sa posadom od dva čoveka i koji kontroliše AI na lokalnom računaru HAL 9000. Brod je uništen u drugom romanu i više se ne pojavljuje.
Klark i Kjubrik su paralelno razvijali prvi roman i film, ali su postojale neke razlike koje su odgovarale različitim medijima. Kjubrik je ispustio rashladna peraja broda, bojeći se da će biti protumačena kao krila. Plan putovanja Otkrića jedan u knjizi je od Zemljine orbite preko gravitacionog manuvra oko Jupitera do Saturna i parking orbite oko meseca Japeta. Kjubrik je ovo promenio na jednostavniju rutu od Zemlje do Jupitera.
Za film, Kjubrik je napravio izuzetno veliki model broda tako da promene fokusa nisu publici dale pravu malu veličinu. Takođe je napravio veliku, skupu, rotirajuću vrtešku za scene sa veštačkom gravitacijom.

## Literatura
- Arthur C. Clarke The Lost Worlds of 2001, Signet, 1972
- Clément, Gilles; Bukley, Angie; Paloski, William, "History of artificial gravity", ch. 3 in, Clément, Gilles; Bukley, Angie (eds), Artificial Gravity, Springer Science & Business Media, 2007  038770714X.
- Schwarm, Stephanie, The Making of 2001: a Space Odyssey, Modern Library, 2000  0375755284.
- Hagerty, Jack; Rogers, Jon C. (2001). „2001: A Space Odyssey”. Spaceship Handbook: Rocket and Spacecraft Designs of the 20th Century: Fictional, Factual and Fantasy. Livermore, California: ARA Press. стр. 335—351. ISBN 978-0-970760-40-1.